# 부르고스 (사르데냐)
부르고스(Burgos, 사르데냐어: Su Burgu)는 이탈리아 사르데냐 지역의 사사리도에 있는 코무네이다. 칼리아리에서 북쪽으로 약 130 킬로미터 (81 mi), 사사리 (사르데냐)에서 남동쪽으로 약 50 킬로미터 (31 mi) 떨어져 있다. 2004년 12월 31일 기준으로 인구는 1,023명이고 면적은 18.3 제곱킬로미터 (7.1 mi2)이다.
부르고스는 다음 코무네와 접한다: 보티다, 에스포를라투, 일로라이.